# Polymixis typhonia
Polymixis typhonia là một loài bướm đêm trong họ Noctuidae.